# Ute Maiwald
Ute Maiwald (* 14. Mai 1961 in Messenkamp, Niedersachsen) ist eine ehemalige deutsche Kunstturnerin. Sie arbeitet  als Sportwissenschaftlerin am Olympiastützpunkt Hessen.

## Biografie
Maiwald ist die jüngste Tochter eines Kaufmanns und einer Hausfrau. Sie wuchs mit ihren beiden Brüdern in Messenkamp auf.
Mit sechs Jahren begann sie beim MTV Messenkamp zu turnen. Sie fand großen Gefallen am Schwebebalken, besonders gute Leistungen zeigte sie am Stufenbarren. Mit ihrer Leistungsgruppe gewann sie einen Wettkampf gegen den VFL Hannover. Später trainierte sie auch in Hannover. Im Einzel startete sie für Messenkamp und in der Mannschaft für Hannover. Sie erhielt die  Einladung,  ein Internat für junge Turntalente in Frankfurt am Main zu besuchen, in das sie mit zwölf Jahren einzog.
Ihren ersten Einsatz für die Nationalmannschaft hatte Ute Maiwald 1975 mit 14 Jahren bei einem Junioren-Länderkampf in Norwegen. Ute Maiwald hatte mehrere Einsätze für die deutsche Nationalmannschaft. 1977 wurde sie in Paderborn deutsche Meisterin am Stufenbarren und im Mehrkampf; zahlreiche Vizemeister-Titel folgten. Ihre erste Weltmeisterschafts-Teilnahme war 1977 in Straßburg, die zweite WM turnte sie in Fort Worth, Texas. Sie wurde deutsche Hochschulmeisterin 1981 und 1982 mit der Mannschaft und im Mehrkampf sowie in den Gerätefinals Stufenbarren, Schwebebalken und Boden.
Maiwald ist verheiratet und hat zwei Töchter.